# Igor Mel'čuk
 (juillet 2017).
Si vous disposez d'ouvrages ou d'articles de référence ou si vous connaissez des sites web de qualité traitant du thème abordé ici, merci de compléter l'article en donnant les références utiles à sa vérifiabilité et en les liant à la section « Notes et références ».
Igor Mel'čuk (russe : И́горь Мельчу́к, parfois orthographié Melchuk ou  Meltchouk), né le 19 octobre 1932 à Odessa (Ukraine), est un linguiste canadien. Il est professeur titulaire et émérite au Département de linguistique et traduction, à l'Université de Montréal.
Ses principaux intérêts de recherche sont axés sur la théorie linguistique générale (sémantique, syntaxe et morphologie), à la lexicographie (en particulier française), aux études russes, à la description de langues exotiques (africaines, australiennes, sibériennes, caucasiennes) et au traitement du langage naturel en intelligence artificielle.
Il est plus particulièrement connu pour son développement de la Théorie Sens-Texte.

## Activités scientifiques

### Formation
Il effectue ses études universitaires au sein de la chaire de philologie romano-germanique à l'Université de Moscou (1950-1956) et obtient sa maîtrise en étudiant la comparaison du sémantisme des langues française et espagnole.
En 1962, il obtient son doctorat en linguistique intitulé Problèmes théoriques de l'analyse automatique du texte à l'Académie des sciences de l'URSS, dirigé par Viatcheslav Ivanov (1929-2017). Les travaux de Viatcheslav Ivanov ont une influence importante sur les conceptions d’Igor Mel'čuk. En particulier, lors de sa participation à la Conférence de Linguistique Mathématique de 1959 (Théorie des relations entre les systèmes linguistiques et fondements de la linguistique historique et comparée) il propose de réinvestir sur la réflexion de la langue intermédiaire le travail théorique sur la mixité de toutes les langues, qui s'inscrit dans l'héritage direct de Jan Niecisław Baudoin de Courteney [pas clair].
Igor Mel'čuk se dit influencé par les théories linguistiques française d'Émile Benveniste et Lucien Tesnière. Il définit la linguistique moderne comme une science qui doit se donner comme tâche principale la construction de modèles formels de la langue humaine, rejoignant les principes idéologiques de la théorie générative-transformationnelle de Noam Chomsky.
Son positionnement scientifique est davantage lié la linguistique formelle, plus proche de l'école de Prague ou de celle de l'École de linguistique de Copenhague que de la linguistique cognitive à laquelle on l'associe parfois. Cette confusion est liée à la diffusion tardive de ses travaux de recherche par le fait des difficultés de communication entre Est et Ouest et consécutive à son exil nord-américain, en 1977 [pas clair].

### Carrière universitaire
Igor Mel'čuk  a travaillé comme professeur de linguistique à l'Institut de linguistique de l'Académie des Sciences de Moscou (Институт языкознания Академии наук СССР). Ses premiers travaux en URSS s'inscrivent dans le domaine de la traduction automatique. À partir de 1956, il développe avec la mathématicienne Olga Kulagina (1932-2005) un système de TA français-russe, avant de s'intéresser à un algorithme de traduction russe-hongrois pour lequel il conçoit l'idée d'une langue intermédiaire (Zholkovskij & Mel'čuk 1965, 1967).

#### Modèle Sens-Texte
À partir de 1965, il présente une approche novatrice du lexique élaborée selon les principes de la théorie linguistique Sens-Texte, qu'il développe en collaboration avec A. Zholkovsky. Ce modèle s’est depuis progressivement  développée autour d’Igor Mel'čuk (Mel'čuk 1974, 1988a, 1997).
Son principe majeur est d'élaborer des descriptions formelles et descriptives de langues naturelles qui puissent servir de base fiable et commode à la construction des modèles Sens-Texte adaptables et universelles à toutes les langues.
Les applications de la modélisation MST concernent principalement :   
- le traitement automatique de la langue naturelle (TALN) (y compris la traduction automatique, la génération automatique de textes, l'analyse morphosyntaxique, la correction grammaticale, les systèmes d'interrogation de bases de données en langue naturelle, etc.),
- l'apprentissage des langues (étrangères et maternelles),
- la création d'ouvrages de référence — aussi bien dictionnaires de collocations, de régime, de synonymes, que grammaires de consultation, manuels, etc.

L'ensemble de ses travaux de recherche scientifique ont été influents à la fois en Russie et en Ex-Union Soviétique et dans l'Ouest (groupe CETA sous Vauquois à Grenoble, France).

## Politique
Il est licencié de son poste universitaire en 1977, pour avoir publiquement apporté son soutien à des dissidents comme Andreï Sakharov, Andreï Sinyavsky et Iouli Daniel.

### Œuvres principales
- Meaning-Text Models : A Recent Trend in Soviet Linguistics », Annual Review of Anthropology, 10, 27-62, 1981.
- Towards a Language of Linguistics. A System of Formal Notions for Theoretical Morphology, München, W. Fink, 1982.
- A Formal Lexicon in the Meaning-Text Theory (or How to Do Lexica with Words) », Computational Linguistics (Special Issue on the Lexicon), 13:3-4, 261-275, 1987. (Co-auteurs :  A. POLGUÈRE).
- N. Arbatchewsky-Jumarie, L. Iordanskaja & S. Mantha, Dictionnaire explicatif et combinatoire du français contemporain. Recherches lexico-sémantiques, t. III, Montréal, Les Presses de l'Université de Montréal, 1992, 323 pp.
- A. Clas, I. Mel'Čuk & A. Polguère, Introduction à la lexicologie explicative et combinatoire, Bruxelles, Duculot, 1993, 256 pp.
- Cours de morphologie générale. Vol. 1 : Introduction + Le mot,Montréal/Paris, Les Presses de l'Université de Montréal/CNRS Éditions, 1993, 412 pp.
- Cours de morphologie générale. Vol. 2 : Significations morphologiques, Montréal/Paris, Les Presses de l'Université de Montréal/CNRS Éditions, 1994, 458 pp.
- Cours de morphologie générale. Vol. 3 : Moyens morphologiques. Syntactiques morphologiques, Montréal/Paris, Les Presses de l'Université de Montréal/CNRS Éditions, 1996, 326 pp.

## Distinctions
- Docteur Honoris Causa de l'Université de Besançon, France, (1977)
- Deux bourses de recherches Killam, Canada (1988-1989) Bourse de recherches de la John S. Guggenheim Memorial Foundation, États-Unis (1990)  Prix de recherches Alexander von Humboldt, Allemagne (1991)
- Membre de la Société royale du Canada (1994)
- Professeur invité au Collège de France, Chaire internationale (1996-1997)
- Prix André-Laurendeau de l'ACFAS (1997)[5]